# Goutroux
Goutroux is een dorp in de Belgische provincie Henegouwen en een deelgemeente van de Waalse stad Charleroi.

## Geschiedenis
De plaats was vroeger een noordelijke uitloper van het grondgebied van de gemeente Landelies. In 1896 werd Goutroux afgesplitst als een zelfstandige gemeente.
Bij de gemeentelijke herindeling van 1977 werd Goutroux een deelgemeente van de stad Charleroi.

## Bezienswaardigheden
- De Sint-Benedictus-Jozef-Labrekerk (Église Saint-Benoît Labre) is een neogotisch kerkgebouw van 1894-1895.

## Natuur en landschap
De omgeving van Goutroux is bosrijk. De plaats ligt aan de rand van de agglomeratie van Charleroi. De hoogte aan de kerk bedraagt 173 meter.

## Economie
In Goutroux werd in de 19e eeuw een steenkoolmijn geopend en in 1972 sloot deze mijn waarop de gebouwen in 1974 werden gesloopt. Mijnterrils zijn nog aanwezig.

## Demografische ontwikkeling
- Bronnen:NIS, Opm:1831 tot en met 1970=volkstellingen, 1976= inwoneraantal op 31 december

## Nabijgelegen kernen
Souvret, Fontaine-l'Évêque, Monceau-sur-Sambre